# Игнатий Проватски
Игнатий Проватски е български православен духовник, проватски епископ на Българската православна църква от 2008 година.

## Биография
Роден е на 11 юли 1972 година със светското име Игнат Колев Карагьозов в град Сливен. През 1991 година завършва Техникум по строителство и архитектура в Сливен. През 1998 година завършва Богословския факултет на Великотърновския университет „Св. св. Кирил и Методий“.
Постриган е за монах на 22 септември 1998 година в девическия Кабиленски манастир „Рождество Богородично“ в Кабиле от митрополит Геласий Нюйоркски. Влиза в братството на Поморийския манастир „Свети Георги“, а духовен старец му става митрополит Йоаникий Сливенски. Ръкоположен е за йеродякон и йеромонах в същата година от Сливенски митрополит Йоаникий. На 21 ноември 1998 година е ръкоположен за йеродякон в „Свети Димитър“ в Сливен от митрополит Йоаникий и на 1 декември е назначен за епархийски дякон. На 20 декември 1998 година е ръкоположен за йеромонах отново от митрополит Йоаникий. На 1 март 1999 г. е назначен за протосингел на Сливенската митрополия. Отличен е с офикията архимандрит на 8 септември 2001 година от митрополит Йоаникий в Кабиленския манастир. На 1 февруари 2004 година Синодът го назначава за настоятел на Българското църковно подворие в Москва.
На 19 март 2008 година е избран за епископ и на 6 април 2008 година е ръкоположен за епископ с титлата Проватски, в храма „Свети Димитър“ в Сливен. Ръкополагането е извършено от митрополит Йоаникий Сливенски в съслужение с митрополитите Дометиан Видински, Кирил Варненски и Великопреславски, Григорий Великотърновски, Неофит Русенски, Игнатий Плевенски, Гавриил Ловчански, епископите Наум Стобийски, Йоан Знеполски, Киприан Траянополски и Антоний Константийски, както и настоятеля на подворието на Руската православна църква в София протойерей Александър Карягин и представителя на Румънската православна църква в България протойерей Нелуц Опря.
Епископ Игнатий остава настоятел на подворието в Москва до 7 януари 2011 година, когато Синодът го заменя с йеромонах Теоктист, а Игнатий става викарен епископ на Сливенската митрополия.
На 17 ноември 2013 година на епархийските избори във Варненската и Великопреславска епархия е избран заедно с епископ Борис Агатоникийски, като получава 16 гласа, срещу 17 за епископ Борис. Този резултат предизвиква вълна от протестви сред миряни и клирици в епархията, като се твърди, че изборите са фалшифицирани в полза на епископ Борис, обвиняван в непристойно поведение. Епископ Игнатий също заявява, че смята изборът за фалшифициран. На 23 ноември 2013 година Синодът на извънредно заседание отменя избора. На вторите епархийски избори във Варна на 15 декември са избрани епископ Йоан Знеполски с 22 гласа и епископ Серафим Мелнишки с 19 гласа. От тях на 22 декември 2013 година Светият синод с 9 на 3 гласа избира за нов варненски и великопреславски митрополит Йоан.